# Hulder

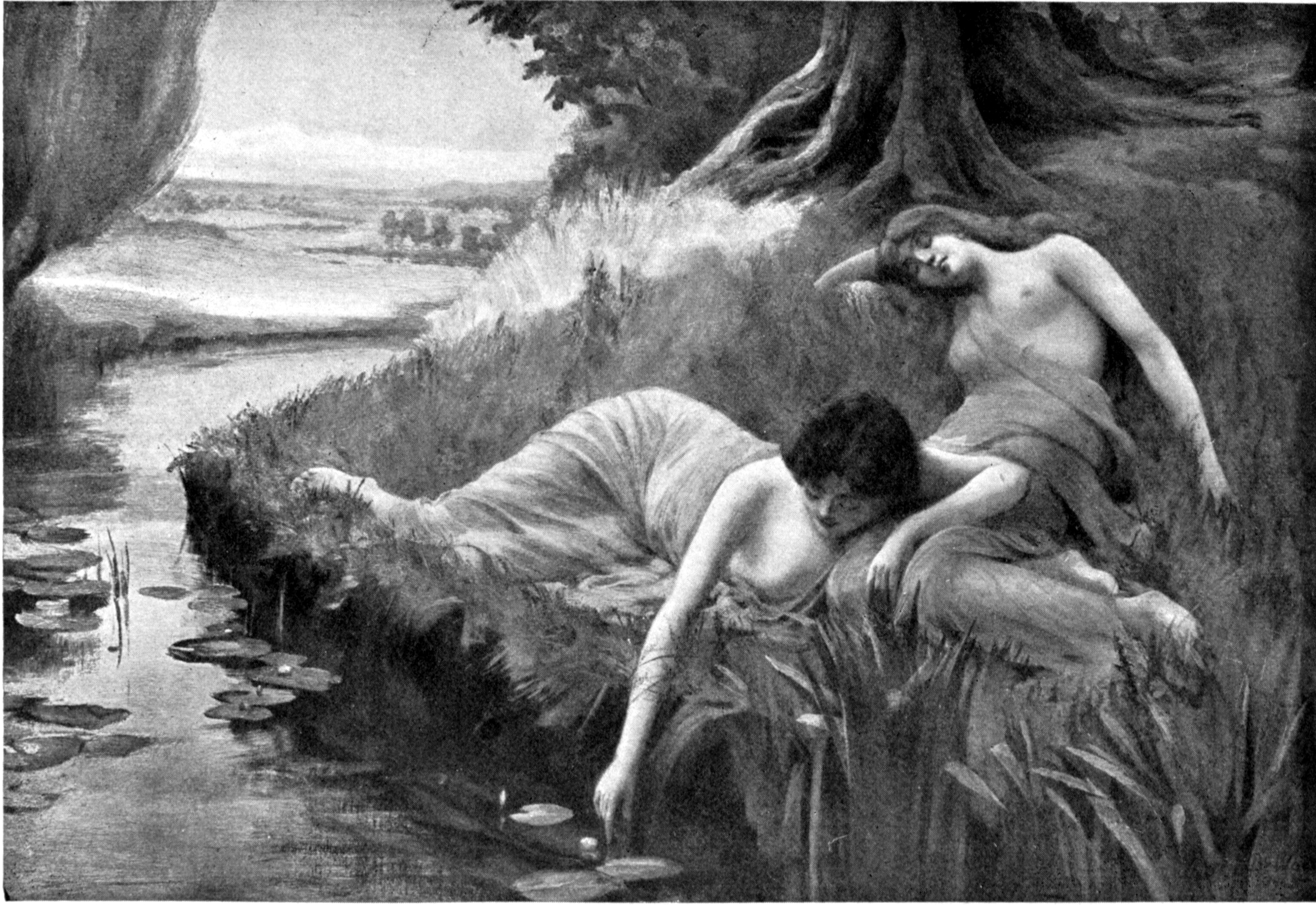
Bernard Evans Ward, Huldra's Nymphs, ilustrace k Myths of the Norsemen from the Eddas and Sagas (1909)

Hulder, ze staroseverského hylja „skrytá“, je v norském folklóru krásná a mocná ženská bytost, zpravidla vystupující samostatně, ale někdy také jako součást komunity širší komunity bytostí, často zvaných huldrefolket „huldří lid“ nebo underjordiske „podzemní (lid)“. Víra v huldry může být spojena se staroseverskými elfy, ale slovo elf (alv) se v norském folklóru objevuje jen zřídka, nebo s landvættir „stvořeními krajiny“. Podobné bytosti jsou známy i ze švédského a dánského folklóru, na Islandu se zase věří na huldufólk, tedy elfy. Víra v podobné, skryté, bytosti blízké přírodě, často specificky ženské, se také objevuje v mnoha dalších mytologiích a lidových kulturách, huldry se tak podobají slovanským vílám, řeckým nymfám, perským peri nebo anglickým fairies a elfům.

## Pověsti
Huldrefolket se v mnoha ohledech podobají lidem, věnují se zemědělství, rybaření nebo řemeslům, ale jiných se od nich liší a často nad nimi vynikají. Vládnou čarovnými silami, žijí v blahobytu a vlastní krásný dobytek. Z těchto důvodů mohou vzbuzovat strach či závist. Obývají území mimo lidský svět: lesy, hory a podzemí. Lidé by je měli požádat o svolení k pobytu, když pobývají na salaši nebo v lovecké či rybářské chatě.
Huldry mohou unášet lidi, přičemž je lákají na jídlo, přislib manželství nebo krásný zpěv a hru na hudební nástroj. Mohou také podvrhovat děti, těm se pak říká bytting nebo bortbyttet. Nebezpečné jsou především mužům a lidem v přechodových fázích života: ženám po porodu a těm, co se mají brzy ženit či vdát. Před únosem má chránit Ježíšovo jméno, Otčenáš nebo kostelní zvony. Lidé, kterým se podařilo uniknout ze zajetí hulder jsou často postiženi šílenstvím nebo vážnou nemocí. Vypráví se také ale mnoho pověstí o tom jak huldry lidem pomáhají. Blízký vztah mají především k dojičkám, ale vypráví se také o tom, jak pomohli vojákům v bitvě nebo o manželství mezi lidmi a huldrami.
O původu huldrefolket se vypráví několik pověstí. Podle jedné z nich jde o potomky dětí Evy, které jejich matka skrývala před Bohem, protože byly špinavé. Bůh proto rozhodl, že musí zůstat skryté navždy. Podle jiné verze jde o děti Adama a Lilith, či jiné jeho první ženy Lussi, postavy spojené se svátkem svaté Lucie, nebo bezejmenné rolnice. Podle další pak o padlé anděly, kteří nezhřešili dostatečně, aby skončili v pekle. Huldrefolket zpravidla nechtějí mít nic společného s křesťanstvím, ale v některých příbězích mají vlastní kostely a kněze. Některé pověsti také naznačují, že huldry mohou být spaseny.